# Vernaccia di Serrapetrona
Vernaccia di Serrapetrona è il nome di un vino spumante a DOCG la cui produzione è consentita in un territorio circoscritto che comprende l'intero comune di Serrapetrona e parte dei comuni di Belforte del Chienti e San Severino Marche tutti in Provincia di Macerata.

## Storia
La Vernaccia di Serrapetrona proviene da uve del vitigno omonimo, coltivato fin dagli antichi tempi. Si ricorda che Aristide Conti, nella "Storia di Camerino e dintorni", riferisce che nel Medio Evo, un polacco al soldo di truppe mercenarie, attratto dalla Vernaccia prodotta nella zona esclamasse: «Domine, Domine quare non Borgianasti regiones nostras» (Signore, Signore, perché non hai fatto le nostre terre come Borgiano?).
Certo è che nel 1893 la produzione era tanto piccola che si diede per estinto il suo vitigno, la Vernaccia nera, anche se nel 1876 un documento ufficiale del Ministero dell'Agricoltura, il “Bollettino Ampelografico”, sottolineava come «fin dal 1872 la Vernaccia venne dichiarata la prima delle uve colorate per fornire eccellenti vini da pasto».
Ogni novembre Serrapetrona celebra il vitigno Vernaccia nera con la manifestazione Appassimenti Aperti, occasione in cui i produttori aprono le porte dei locali dove le uve vengono riposte dopo la vendemmia ad appassire secondo le usanze tradizionali.

## Disciplinare
In seguito è stata modificata con:
- Approvato DOC con DPR 22.07.1971 G.U. 222 - 03.09.1971
- Approvato DOCG con DM 18.08.2004 G.U. 205 - 01.09.2004
- Modificato con DM 30.11.2011 G.U. 295 – 20.12.2011
- Pubblicato sul sito ufficiale del Mipaaf
- Sezione Qualità e Sicurezza Vini DOP e IGP
- Modificato con DM 07.03.2014 Pubblicato sul sito ufficiale del Mipaaf
- Sezione Qualità e Sicurezza Vini DOP e IGP

## Tipologie

### Vernaccia di Serrapetrona
E’ consentito l’uso della menzione vigna.
|                                | Vernaccia di Serrapetrona |
| uvaggio                        | Vernaccia nera min.85%    |
| titolo alcolometrico minimo    | 11,5% vol.                |
| titolo alcolometrico svolto    | 10,0% vol.                |
| acidità totale minima          | 4,5g/l                    |
| estratto secco minimo          | 22,0 g/l                  |
| resa massima di uva per ettaro | 120 q.                    |
| resa massima di uva in vino    | 58%                       |

#### Caratteri organolettici
Il colore della Vernaccia di Serrapetrona va dal granato al rubino, perlage abbastanza sottile e persistente.

#### Abbinamenti consigliati
Per la versione dolce è abbinato a dessert, ai dolci secchi, biscotti e pandolci rustici. Per la versione di tipo secco è abbinata ai formaggi piccanti e semiduri, carni più impegnative, tipo bolliti salsati alla mostarda di frutta.,